# Alexander Cools
Alexander ("Lex") Rudolf Cools (Den Haag, 1941 – Nijmegen, 7 september 2013) was een Nederlandse gedragsfarmacoloog.
Hij promoveerde in 1973 aan de Radboud Universiteit Nijmegen, waar hij tot zijn pensioen in 2006 hoogleraar was. Cools was een van de oprichters van de European Behavioural Pharmacology Society (EBPS) en was de tweede voorzitter van deze vereniging. In 2003 kreeg hij van de EBPS de Distinguished Achievement Award uitgereikt. Cools was in 1976 de eerste die het bestaan van meerdere vormen van de dopamine receptor voorspelde, een in essentie correcte claim die aanvankelijk algemeen werd afgewezen. Naast zijn werk op het gebied van de neurotransmitter dopamine werd Cools voornamelijk bekend vanwege zijn werk op het gebied van de basale ganglia. In 2014 verscheen ter nagedachtenis een speciaal nummer van het wetenschappelijk tijdschrift Behavioural Pharmacology.
- Bibliothèque nationale de France: cb136218176 (data)
- CiNii: DA04554434
- Gemeinsame Normdatei: 132721481
- International Standard Name Identifier: 0000 0000 8359 895X
- Library of Congress Control Number: n88066766
- NARCIS: PRS1235155
- Nationale bibliotheek van Australië: 35677943
- Nationale Bibliotheek van Israël: 987007447395905171
- Nederlandse Thesaurus van Auteursnamen: 068808399
- ResearcherID: K-2212-2012
- Système universitaire de documentation: 250794985
- Semantic Scholar: 6734248
- Trove: 1038598
- Virtual International Authority File: 15939812
- WorldCat: E39PCjtv9wXQRhgKKv7GxQJCPP